# الکس فرناندز
الکس فرناندز (انگلیسی: Álex Fernández؛ زادهٔ ۱۵ اکتبر ۱۹۹۲) بازیکن فوتبال اهل اسپانیا است که در پست هافبک دفاعی برای باشگاه فوتبال کادیس در لالیگا بازی می‌کند. وی برادر ناچو فرناندز بازیکن باشگاه رئال مادرید است.
از باشگاه‌هایی که در آن بازی کرده‌است می‌توان به باشگاه فوتبال رییکا، باشگاه فوتبال اسپانیول، باشگاه فوتبال رئال مادرید، باشگاه فوتبال رئال مادرید کاستیا، باشگاه فوتبال ردینگ، باشگاه فوتبال الچه، و باشگاه فوتبال کادیس اشاره کرد.
وی همچنین در تیم‌های ملی فوتبال زیر ۱۷ سال اسپانیا، زیر ۱۸ سال اسپانیا، زیر ۱۹ سال اسپانیا، و زیر ۲۰ سال اسپانیا بازی کرده‌است.